# Jutta Graae
Jutta Regitze Pilegaard Graae MBE (født 28. april 1906 i Hillerød, død 25. marts 1997 i Havndal) var en dansk modstandskvinde under besættelsen.
Under den tyske besættelse af Danmark i Anden Verdenskrig kunne Graae som svigerinde til journalisten Ebbe Munck, der var involveret i hemmelige aktiviteter for den britiske efterretningstjeneste, indsamle oplysninger, som hun koordinerede i sine arkiver, der var oprettet i hendes stilling som assistent i en sparekasse.

## Karriere
Tyskland's angreb på Polen 3. september 1939 var anledning til, at Jutta Graaes svoger Ebbe Munck som krigskorrespondent i Stockholm søgte kontakt til britiske efterretningsofficerer. Jutta meldte sig som mellemled i dette hemmelige arbejde. Efter Danmarks besættelse 9.april 1940 arbejdede hun sammen med danske efterretningsofficerer og fungerede som kurer for Munck i dennes arbejde for at stable modstanden mod besættelsesmagten på benene. Hun var aktiv i John Christmas Møllers flugt til England via Sverige og formidlede kontakten mellem denne, Frode Jakobsen og Mogens Fog, som førte til udgivelsen af Frit Danmark.
Efter Augustoprøret i 1943 kom Gestapo på sporet af Jutta Graaes gruppe, og efter en dramatisk flugt til Sverige, hvor en tysk patruljebåd anråbte deres fartøj, lykkedes det Jutta og de andre ombordværende at svømme til Hven.
Hendes indsigt i modstandsaktiviteterne betød, at hun i oktober 1944 blev fløjet til London for at rådgive generalmajor Richard Henry Dewing, der planlagde operationer i Danmark. I januar 1945 blev hun ansat i Special Operations Executive, som var ansvarlig for at koordinere ulovlige kontakter med Danmark.
Efter besættelsen var hun i Washington D.C. for at hjælpe ambassadør Henrik Kauffmann og fra 1947 tilknyttet Forsvarets Efterretningstjeneste.
Graae blev optaget som medlem af Order of the British Empire i 1947, modtog Kong Christian X's Erindringsmedalje for Deltagelse i Krigen 1940-45 og Ebbe Munck-Prisen i 1991.
Hun giftede sig den 13. december 1960 med den danske godsejer Flemming Juncker, der ligeledes var modstandskæmper.
Jutta Graae er begravet ved Udbyneder Kirke.

## Biografier
Trine Engholm Michelsen udgav i 2021 en bog om Graae med titlen Storfyrstinden - Besættelsens magtfulde, men ukendte frihedskæmper Jutta Graae. Bogen danner grundlag for en dramadokumentarisk serie, som vistes på DR1 i fire afsnit fra december 2024 til januar 2025 med titlen Kodenavn:Storfyrstinden
Selv udgav Graae bogen Værnepligt i 1995.